# Czesław Bieńkowski
Czesław Bieńkowski (ur. 24 maja 1937 w Hałowcach (dawne woj. nowogródzkie), zm. 1 kwietnia 2018 w Mińsku) – polski naukowiec, politolog i historyk, działacz polskiej mniejszości narodowej na Białorusi, przewodniczący Polskiego Towarzystwa Naukowego na Białorusi i dyrektor Polskiej Wyższej Szkoły Humanistycznej w Mińsku (PWSH); docent, doktor. Rektor WSB–NLU w Nowym Sączu.

## Życiorys
W latach 90. pełnił obowiązki prezesa obwodowego Związku Polaków na Białorusi w Mińsku oraz wiceprzewodniczącego ZPB. Działał również w Polskim Zjednoczeniu Demokratycznym. W 1994 współzakładał Polskie Towarzystwo Naukowe na Białorusi, którego został przewodniczącym.
Pracował na Wydziale Historii Białoruskiego Uniwersytetu Państwowego, posiadał tytuł docenta i doktora. Razem z historykiem Zygmuntem Boradynem miał największy udział w realizacji projektu powołania do życia w 1992 roku Polskiego Uniwersytetu Ludowego w Mińsku. W 2001 roku został dyrektorem założonej przez Towarzystwo Polskiej Wyższej Szkoły Humanistycznej w Mińsku, która prowadziła studia w języku polskim w trybie stacjonarnym i zaocznym. W latach 2014–2018 pełnił funkcję rektora Wyższej Szkoły Biznesu w Nowym Sączu.